# Franz Seraph von Stadion
Franz Seraph von Stadion-Warthausen (27. července 1806 Vídeň – 8. června 1853 Vídeň) byl rakouský státní úředník a politik německé národnosti z šlechtického rodu Stadionů, během revolučního roku 1848 poslanec Říšského sněmu a ministr vnitra Rakouského císařství a spolutvůrce oktrojované tzv. březnové ústavy z roku 1849.

## Biografie

### Mládí a kariéra státního úředníka
Pocházel z římskokatolické rodiny. Jeho otcem byl rakouský politik Johann Philipp von Stadion. Franz Seraph vystudoval práva a filozofii na Vídeňské univerzitě. Roku 1827 pak nastoupil jako koncipient na praxi k dolnorakouské vládě. Rychle postupoval na vyšší úřednické posty. V roce 1828 byl přeložen do haličského Lvova, roku 1829 do Stanislavova. V roce 1830 se stal krajským komisařem v Rzeszowě. V roce 1832 byl jmenován tajemníkem gubernia v Innsbrucku. V roce 1834 byl povýšen na dvorního radu. V roce 1841 usedl do funkce místodržícího provincie Rakouské přímoří se sídlem v Terstu. Díky svým služebním výsledkům (zavedení obecní samosprávy, rozvoj školství) byl v roce 1847 jmenován do funkce místodržícího Haliče. V regionu postiženém dozvuky polského povstání z roku 1846 se mu podařilo až do roku 1848 udržet klid.

### Revoluce 1848
Během revolučního roku 1848 se zapojil ještě aktivněji do politického dění. Jako haličský místodržící dohlížel v dubnu 1848 na zrušení roboty v Haliči, což osvobodilo zejména rusínské (ukrajinské) rolníky, ovšem vyvolalo to odpor polských velkostatkářů. Jeho pozice tak byla neudržitelná a v červnu 1848 byl místo toho povolán k císařskému dvoru do Innsbrucku. Odmítl ale nabídku sestavit novou rakouskou vládu, jakož i nabídku stát se ministrem ve vládě Franze von Pillersdorfa.
Ve volbách roku 1848 byl zvolen na rakouský ústavodárný Říšský sněm. Zastupoval volební obvod Rawa v Haliči. Uvádí se jako místodržící Haliče.

### Ministrem vnitra
Jeho kariéra vyvrcholila na přelomu let 1848 a 1849. Od 22. listopadu 1848 do 17. května 1849 byl ministrem vnitra Rakouského císařství ve vládě Felixe Schwarzenberga. V téže vládě zastával od 22. listopadu 1848 do 17. května 1849 i funkci ministra kultu a vyučování Rakouského císařství. Od 17. května 1849 až do své smrti 8. června 1853 působil ve vládě Felixe Schwarzenberga i následném kabinetu dominovaném Alexanderem Bachem jako ministr bez portfeje.
Jeho vzestup ve vládních funkcích je spojen s postupným potlačováním radikálně demokratických tendencí v rakouské revoluční politice. Říjnové povstání ve Vídni roku 1848. V důsledku povstání uprchl k císařskému dvoru v Olomouci. A právě zde přijal post ministra vnitra. Designovaný ministerský předseda Felix Schwarzenberg sice původně pro post ministra vnitra uvažoval o Alexandru Bachovi, ale vlivný armádní velitel Alfred Windischgrätz doporučil Stadiona jako pro veřejnost stravitelnějšího kandidáta.

### Stadionova ústava
Již počátkem roku 1849 výrazně posilovaly konzervativní tendence v rakouské vládě. Když Říšský sněm projednával v lednu 1849 návrh nové státní ústavy, přihlásil se ministr Stadion o slovo a odmítl koncept paragrafu 1, v němž se za zdroj moci označoval lid. Podle Stadiona by takové ustanovení nebylo v souladu s monarchickým principem. Jeho zásah do práce sněmu vyvolal sblížení české pravice i německé liberální levice, které se shodly na kritickém postoji k těmto intervencím. Poté, co byl v březnu 1849 rozpuštěn Říšský sněm, předložil ministr Stadion oktroj (shora daný, parlamentem neprojednaný) návrh ústavy (tzv. březnová ústava, zvaná též Stadionova ústava). Návrh měl Stadion hotov již 25. ledna a po připomínkách císaře a dalších ministrů byl dohotoven 10. února. I proti Stadionově konzervativnímu oktroji ale vystoupil ultrakonzervativní Windischgrätz a odmítl zejména Stadionovy představy o územním uspořádání států a místní samosprávě. Windischgrätz doporučil předsedovi vlády Schwarzenbergovi, aby se zbavil ideologických ministrů, přičemž výslovně zmiňoval Stadiona a Bacha. Oba na schůzi vlády 20. února nabídli demisi. Schwarzenberg ji ale nepřijal a za Stadionův návrh se postavil. 3. března pak finální znění návrhu ústavy schválila ministerská rada a následujícího dne ho podepsal císař František Josef I. Pár dnů poté došlo k rozpuštění Říšského sněmu. 6. března přijel Stadion osobně do Kroměříže a nechal si pozdě večer předvolat skupinu významných poslanců, aby jim sdělil, že vláda zavede vlastní ústavu. Po naléhání poslanců ještě v noci odjel do Olomouce, kde u vládního kolegy Bacha zjišťoval možnost sněm nerozpouštět a předložit mu vládní návrh ústavy k posouzení. K žádnému odkladu ale nedošlo a druhého dne byla činnost sněmu skutečně ukončena. V následujících dnech byla v Praze Stadionova ústava terčem kritiky na veřejných schůzích a demonstracích.
Jako ministr se zasloužil o provizorní zákon o obecní samosprávě. I to bylo prosazeno oktrojem ze 17. března 1849. Historik Otto Urban hodnotí Stadiona jako představitele protirevoluční vládní garnitury, ale v jejím rámci šlo o politika, který předpokládal jisté změny. Obecní samospráva měla zdola začít proces budování zastupitelského systému vlády. Kromě obecních zastupitelstev předpokládal Stadion i vznik volených okresních a krajských orgánů. Tyto vyšší samosprávné sbory ale nebyly uvedeny do praxe. V dubnu 1850 novelizované obecní zřízení zavedlo jen samosprávu na úrovni obcí. Podobně umírněný byl i Stadionův návrh spolkového zákona ze 17. března 1849, který počítal s možností svobodného sdružování veřejnosti s tím, že pouze u spolků výdělečných se předpokládala nutnost předběžného úředního povolení jejich vzniku. Definitivní spolkový zákon přijatý v listopadu 1852 zcela zakázal spolky s politickým zaměřením a u všech spolků vyžadoval úřední koncesi.
Coby ministr vnitra ještě v květnu 1849 řešil tzv. májové spiknutí v Čechách, jehož rozkrytí a potlačení přineslo finální úder proti liberálním a demokratickým společenským proudům. Od roku 1849 u něj docházelo k postupnému ochabování duševních sil a prohlubovala se jeho vada řeči. Na vlastní žádost proto v květnu 1849 opustil významné vládní funkce (ponechal si jen funkci ministra bez portfeje).